# Cubaris depressa
Cubaris depressa är en kräftdjursart som först beskrevs av Dollfuss 1896.  Cubaris depressa ingår i släktet Cubaris och familjen Armadillidae. Inga underarter finns listade i Catalogue of Life.